# Nike Blazer
Nike Blazer — кросівки виробництва Nike. Випущені були в 1973 році як баскетбольне взуття.
Бренд родом із Бівертона, штат Орегон, дизайн «Blazer» названий на честь своєї регіональної команди NBA Портленд Трейл Блейзерс. Оригінальне взуття складалося з трьох основних компонентів: шкіряного верху, нейлонового язика та гумової проміжної підошви.

## Історія
Blazer спочатку носив зірка NBA Джордж Гервін.
Інші виробники кросівок також розробляли власні баскетбольні кросівки та надавали їх зіркам баскетболу, щоб ті рекламували та підіймали продажі їх. Така співпраця у конкурентів була з Джуліусом Ервінгом та Converse і Волта Фрейзера та Puma. Nike, тоді відома як Blue Ribbon Sports, була ребрендингована в 1971 році. Компанія була меншою і конкурувала з великими гравцями галузі за допомогою технології, яка на той час була передовою для баскетбольного взуття. Nike Blazer на даний час ще доступні у низькій та середній версії.